# White & Nerdy
White & Nerdy è un singolo di "Weird Al" Yankovic  pubblicato il 26 settembre 2006 dall'etichetta discografica Volcano Records, secondo estratto dall'album Straight Outta Lynwood.

## Il disco
La canzone è la parodia di Ridin' di Chamillionaire e Krayzie Bone. Mentre Yankovic solitamente registra le sue canzoni con la sua band, gli accompagnamenti musicali di "White and Nerdy" sono stati completamente registrati dal chitarrista Jim West e da Jon "Bermuda" Schwartz nei loro studi. Le tracce audio terminate sono state in seguito fornite al Westlake Recording Studios di Los Angeles.
Il tema principale della canzone è l'essere nerd: il soggetto, interpretato dallo stesso Weird Al, non può "andare con i gangsta" perché è "troppo bianco e nerd". Il testo fa diversi riferimenti ai comportamenti stereotipati dei nerd, come la raccolta di fumetti, giocare a Dungeons & Dragons e modificare Wikipedia, così come lo stereotipo dell'uomo "bianco", come bere tè Earl Grey, guardare Happy Days e giocare a badminton.
Lo stesso Chamillionaire ha inserito White & Nerdy nella sua pagina ufficiale su MySpace, commentando che gli piace la parodia. In un'intervista, ha anche affermato che è stato piacevolmente sorpreso dalla capacità di rapping di "Weird Al", dicendo: "Il suo rapping nella canzone è abbastanza buono, è pazzesco... non sapevo fosse capace rappare in quel modo."
La canzone è diventata la prima nella carriera di Yankovic ad entrare nella top 10 della Billboard Hot 100, piazzandosi al 9º posto e battendo il suo precedente miglior posto (12° nel 1984 con Eat It). Questo è stato anche il suo primo singolo ad entrare nella top 40 da Smells Like Nirvana nel 1992. Si è classificata al 5º posto nella classifica Hot Digital Songs. Sia la canzone che il video musicale hanno raggiunto il primo posto negli iTunes Store statunitensi e australiani, e ha raggiunto la prima posizione nella top 20 dei video su VH1.
Sia White & Nerdy e Straight Outta Lynwood hanno vinto il Disco d'oro e il Disco di platino dalla RIAA. Questo è il primo singolo di Yankovic ad aver vinto un Disco di platino.

## Video
In accompagnamento alla canzone è stato registrato un video in alta definizione. Il video della canzone contiene diversi richiami a quello di Ridin': in quest'ultimo, il rapper Chamillionaire canta diverse strofe davanti alla riproduzione del proprio simbolo, il camaleonte. "Weird Al" Yankovic al contrario, si esibisce con alle spalle il simbolo del videogioco Pac-Man, particolarmente amato dai nerd. Inoltre, Chamillionaire indossa il cosiddetto silver fronts, ovvero una protesi dentaria in argento che si applica sui denti frontali. Per tutta risposta, Weird Al indossa un apparecchio odontoiatrico vero e proprio. Il video mette in luce alcuni aspetti stereotipati della subcultura nerd.

## Tracce
CD
1. White & Nerdy - 2:50
2. Don't Download This Song - 3:54

12"
1. White & Nerdy - 2:50
2. Confessions Part III - 3:52
3. Trapped in the Drive-Thru - 10:50

## Classifiche
| Classifica (2006)                | Posizione massima |
| -------------------------------- | ----------------- |
| Swedish Singles Chart            | 14                |
| Official Singles Chart           | 80                |
| U.S. Billboard Hot 100           | 9                 |
| U.S. Billboard Hot Digital Songs | 10                |
| U.S. Billboard Pop 100           | 12                |